# Wereldkampioenschappen schaatsen afstanden 2023 - Massastart mannen
De massastart mannen op de wereldkampioenschappen schaatsen afstanden 2023 werd gereden op zaterdag 4 maart 2021 in het ijsstadion Thialf in Heerenveen, Nederland.
Titelverdediger was Joey Mantia. Bart Swings won het goud. Zilver was er voor Bart Hoolwerf en Andrea Giovannini de bronzen medaille..

## Uitslag
| #      | Schaatser               | Land             | Ronden | Spr. 1 | Spr. 2 | Spr. 3 | Eind sprint | Punten | Tijd    |
| ------ | ----------------------- | ---------------- | ------ | ------ | ------ | ------ | ----------- | ------ | ------- |
| Goud   | Bart Swings             | België           | 16     |        |        |        | 60          | 60     | 7.30,99 |
| Zilver | Bart Hoolwerf           | Nederland        | 16     |        |        |        | 40          | 40     | 7.31,05 |
| Brons  | Andrea Giovannini       | Italië           | 16     |        | 1      | 2      | 20          | 23     | 7.31,09 |
| 4      | Lee Seung-hoon          | Zuid-Korea       | 16     |        |        |        | 10          | 10     | 7.31,36 |
| 5      | Jorrit Bergsma          | Nederland        | 16     | 1      | 3      | 3      | 0           | 7      | 8.17,45 |
| 6      | Kristian Ulekleiv       | Noorwegen        | 16     |        |        |        | 6           | 6      | 7.31,53 |
| 7      | Daniele Di Stefano      | Italië           | 16     |        | 2      | 1      | 3           | 6      | 7.31,56 |
| 8      | Gabriel Odor            | Oostenrijk       | 16     | 2      |        |        | 0           | 2      | 8.03,01 |
| 9      | Livio Wenger            | Zwitserland      | 16     |        |        |        |             | 0      | 7.31,77 |
| 10     | Ethan Cepuran           | Verenigde Staten | 16     |        |        |        |             | 0      | 7.31,85 |
| 11     | Kota Kikuchi            | Japan            | 16     |        |        |        |             | 0      | 7.31,94 |
| 12     | Conor McDermott-Mostowy | Verenigde Staten | 16     |        |        |        |             | 0      | 7.32,43 |
| 13     | Felix Maly              | Duitsland        | 16     |        |        |        |             | 0      | 7.32,73 |
| 14     | Connor Howe             | Canada           | 16     |        |        |        |             | 0      | 7.33,30 |
| 15     | Chung Jae-won           | Zuid-Korea       | 9      |        |        |        |             | DNF    | 90100   |
| 16     | Peter Michael           | Nieuw-Zeeland    | 16     | 3      |        |        |             | DQ     | 90200   |

2015 · 
2016 · 
2017 ·
2019 ·
2020 ·
2021 ·
2023 ·
2024 ·
2025